# Frédéric Hambalek
Frédéric Hambalek (* 17. Februar 1986 in Karlsruhe) ist ein deutscher Drehbuchautor, Filmregisseur und Filmproduzent.

## Karriere
Hambalek wurde 1986 in Karlsruhe geboren und studierte von 2007 bis 2014 Filmwissenschaft und Amerikanistik an der Johannes Gutenberg-Universität Mainz. Zudem war er Stipendiat an der Middlebury Bread Loaf School of English. Währenddessen war er bereits als Regisseur und Drehbuchautor von zwei Kurzfilmen aktiv. Dafür wurde er 2016 mit dem Tankred-Dorst-Preis ausgezeichnet. Nach weiteren Kurzfilmen arbeitete er ab 2018 für das Fernsehen und schuf die Drehbücher für Der Polizist und das Mädchen sowie Jackpot. Sein Langfilmdebüt gab er 2020 mit Modell Olimpia, das bereits auf mehreren Festivals gezeigt wurde. Das Budget von 10.000 Euro musste er noch selber aufbringen. Dennoch drehte er einen unangenehmen Film über Sexualität und Gewaltfantasien.
Sein zweiter Langfilm Was Marielle weiß feierte auf der Berlinale 2025 im Hauptwettbewerb um den Goldenen Bären Premiere. Zusätzlich wurde er für das beste Drehbuch nominiert und erhielt von der Jury zum Gildenpreis eine besondere Erwähnung. Im Film erhält die titelgebende Marielle telepathische Fähigkeiten und verfolgt nun den Alltag ihrer Eltern. Damit kehrt Hambalek das Verhältnis von Eltern um, die sonst ihr Kind durchgehend beobachten.

## Filmografie (Auswahl)
- 2013: Zu Dritt (Kurzfilm, Regie, Buch)
- 2013: Parkplatzliebe (Kurzfilm, Produktion)
- 2016: Bergfieber (Kurzfilm, Regie, Buch)
- 2016: Es war feucht, dunkel und roch nach Holz (Kurzfilm, Produktion)
- 2017: Im Wald (Kurzfilm, Regie, Buch)
- 2018: Horizon (Kurzfilm, Produktion)
- 2018: Der Polizist und das Mädchen (Fernsehfilm, Buch)
- 2019: 4 Blocks (Fernsehserie, 2 Folgen, Buch)
- 2020: Jackpot (Fernsehfilm, Buch)
- 2020: Modell Olimpia (Regie, Produktion, Buch, Schnitt)
- 2023: Der neue Freund (Fernsehfilm, Buch)
- 2025: Was Marielle weiß (Regie, Buch)

## Auszeichnungen
- 2017: Shorts at Moonlight in der Kategorie Bester Film aus der Region für Bergfieber
- 2021: Riviera-International-Film-Festival-Nominierung in der Kategorie Bester Film für Modell Olimpia
- 2021: Molodist Kyiv International Film Festival: Nominierung im Hauptwettbewerb für Modell Olimpia
- 2025: Berlinale: Besondere Nennung beim Guild Filmpreis und Nominierung im Hauptwettbewerb und für Bestes Drehbuch für Was Marielle weiß